# Market Square Arena
El Market Square Arena fue un pabellón deportivo cerrado multipropósito construido en 1974 con un coste que ascendía a 23 millones de dólares. Tenía una capacidad de 16 530 espectadores para baloncesto y 15 993 para hockey.
El primer evento en llevarse a cabo fue un concierto de Glen Campbell el 15 de septiembre de 1974.
Fue la casa del equipo de baloncesto Indiana Pacers (1974-1999), y del equipo de hockey Indianapolis Ice (1988-1999), hasta que fue demolido.
En la arena se dieron eventos como la pelea entre Hulk Hogan y Andre the Giant en un episodio de la WWF, la pelea fue vista por 33 millones de personas, también se dieron conciertos de artistas como Queen, Michael Jackson, Glen Campbell, Elvis Presley, entre otros, siendo este último el que dio su último concierto en este arena.
El pabellón fue dejado de lado para la temporada de 1999-2000 y finalmente demolido el 8 de julio de 2001 siendo reemplazado por el Conseco Fieldhouse como casa de los Pacers.

## Notables eventos
- El primer evento fue un concierto de Glen Campbell el 15 de septiembre de 1974.[2]

- Elvis Presley dio su último concierto en vida ante 18 000 personas el 26 de junio de 1977, siete semanas antes de su muerte.[3]

- Los Bee Gees actuaron el 26 de julio de 1979 como parte de su gira Spirits Having Flown Tour.

- Mötley Crüe grabó aquí su videoclip del tema "Wild Side" el 18 de julio de 1987, que contiene imágenes de la caja de tambores giratorios del baterista Tommy Lee.

- Andre The Giant ganó el Campeonato de WWE, acabando con el primer reinado de Hulk Hogan. Fue televisado en directo por la NBC en su programa The Main Event el 5 de febrero de 1988.

- Michael Jackson dio dos conciertos con todo vendido durante su gira Bad World Tour los días 18 y 19 de marzo de 1988.

- KISS actuó el 28 de noviembre de 1992, grabando el álbum en vivo titulado Alive III.

- Wayne Gretzky patinó aquí por primera vez como profesional.

- Michael Jordan regresó a las canchas tras su retiro en 1995.